# Spittal an der Drau
Spittal an der Drau és una ciutat a la part occidental de l'estat federal austríac de Caríntia. És el centre administratiu del districte de Spittal an der Drau, el segon districte més gran d'Àustria (Bezirk) per àrea.

## Geografia

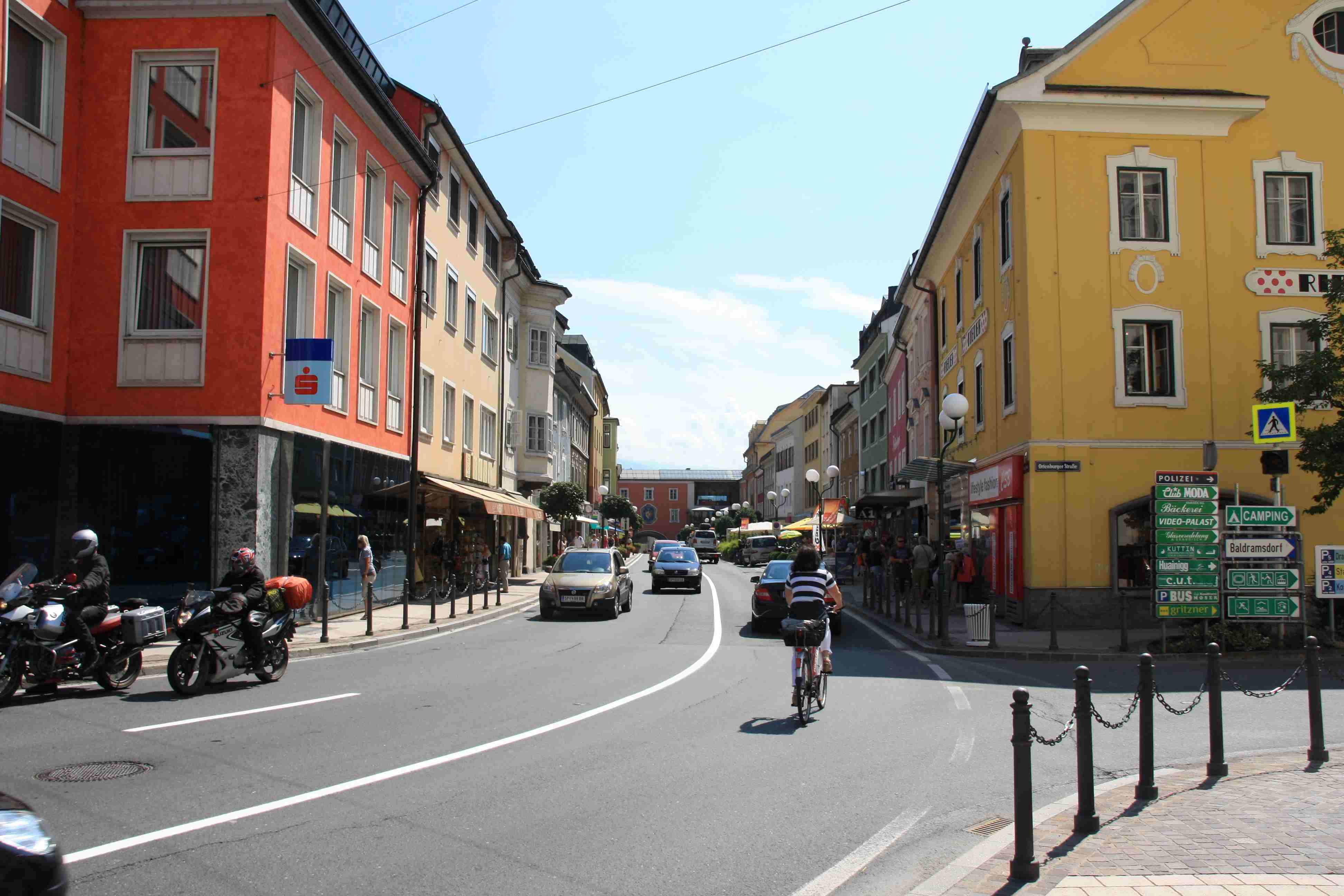
Plaça Major

La ciutat es troba als vessants meridionals dels Alps de Gurktal (muntanyes Nock), entre la conca de Lurnfeld i la vall inferior del Drau. Malgrat el seu nom, el nucli històric de Spittal es va originar a la vora del petit afluent de Lieser, que desemboca a la Drau als peus del mont Goldeck, un cim dels Alps de Gailtal al sud de la ciutat. El seu cim es pot arribar amb telefèric.
L'àrea municipal consta de set Katastralgemeinden: Amlach, Edling, Großegg, Molzbichl, Olsach, Spittal pròpiament dita i St. Peter-Edling. A Großegg (incorporada el 1973), la zona de Spittal s'estén fins a la riba sud del llac Millstatt.

## Història
L'assentament va ser esmentat per primera vegada en una escriptura de 1191 emesa per l'arquebisbe Adalbert de Salzburg, quan els comtes locals de Caríntia Hermann I i Otó II d’Ortenburg van fer construir un hospital (Spittl) amb una capella allà on es creuava l'antic camí que conduïa al pas de Katschberg i Salzburg.
L'assentament adjacent va rebre drets de mercat el 1242. Juntament amb les propietats d'Ortenburg, Spittal el 1418 va ser heretada pel comte Hermann II de Celje. Els comtes de Cilli, elevats a Reichsgrafen immediat el 1436, es van extingir quan el comte Ulrich II va ser assassinat pels senyors de László Hunyadi el 1456, després de la qual cosa l'emperador dels Habsburg Frederic III, també duc de Caríntia, es va apoderar del seu territori.

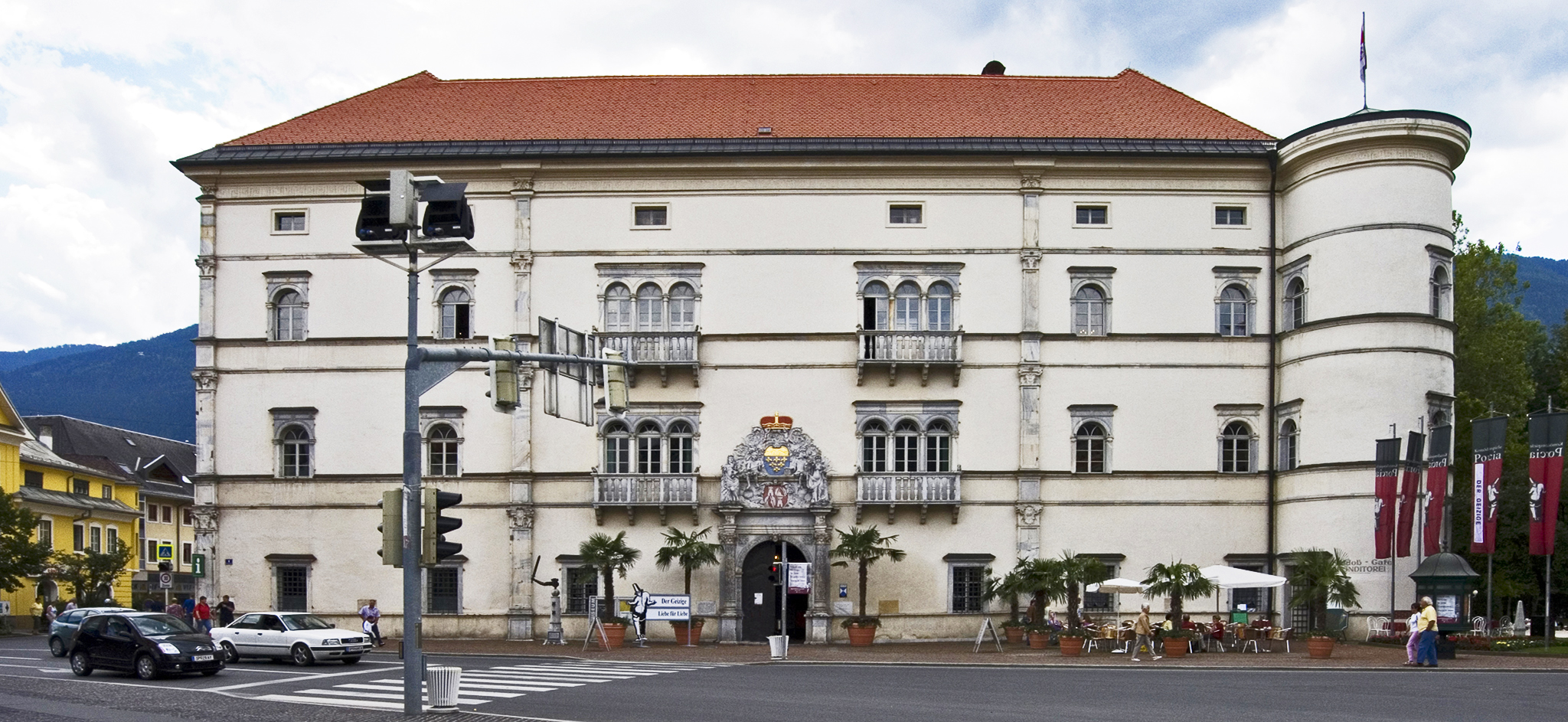
Castell de Porcia

Frederic va concedir als ciutadans el dret d'escollir el seu propi jutge i el consell. No obstant això, Spittal i les terres circumdants van ser devastades pels guerrers turcs el 1478 i poc després ocupades per les tropes hongareses del rei Matthias Corvinus de l'emperador Frederic. Més devastada per la revolta d'un camperol i dos incendis el 1522 i el 1729, la decadència va continuar, fins que el 1524 l'arxiduc Ferran I d’Àustria va confiar al seu tresorer Gabriel von Salamanca (1489–1539) l'antic comtat d'Ortenburg.
A partir de 1533, els comtes de Salamanca-Ortenburg van fer erigir Schloss Porcia a la plaça principal com a residència. L'edifici d'estil d'un palau italià és considerat un dels castells renaixentistes més importants d'Àustria. També van reconstruir l'hospital Spittl a l'altra banda del riu Lieser i l'església parroquial catòlica tardana de l'Anunciació de Maria sobre fonaments romànics del segle XIII. El 1662 Spittal va passar als comtes de Gorizia de Porcia, propietaris del castell de Porcia fins al 1918. Avui el palau acull un festival anual de comèdies teatrals clàssiques (Komödienspiele Porcia) i també és la seu d'un museu d'història local. L'any 1537 la família noble de Caríntia Khevenhüller va fer aixecar una residència davant del castell, que avui dia serveix com a ajuntament.
El 1797 Spittal va ser assetjat per les tropes franceses en el transcurs de la Guerra Napoleònica de la Primera Coalició, el 1809 va caure amb l'Alta Caríntia a les Províncies Il·líries franceses segons el Tractat de Schönbrunn. Restaurada a l'Imperi Austríac pel Congrés de Viena de 1815, l'economia local es va impulsar de manera decisiva, quan va accedir a la xarxa de ferrocarrils del sud d'Àustria el 1871. Durant les violentes lluites contra les tropes iugoslaves abans del plebiscit de Carintia el 1920, Spittal va ser durant un breu temps la seu provisional del govern de l'estat de Carintia, que havia fugit de Klagenfurt. Va rebre formalment els privilegis de la ciutat amb motiu dels deu anys d'aniversari l'any 1930. Des de 1995, el Spittl és la seu de la Fachhochschule de Carintia (Universitat de Ciències Aplicades) d'enginyeria (Technikum).

## Molzbichl
A l'est de la ciutat, dins de la vall de la Drau, es troba el poble de Molzbichl, que acull les restes del primer monestir de Caríntia, establert cap al 780 pel duc Tassilo III de Baviera i abandonat al segle X. Un petit museu proper mostra diversos artefactes d'origen carolingi. La fundació de l'església del monestir és visible al sud de l'actual església parroquial de Sant Tiburci, que té un altar que inclou una làpida romana d'un diaca paleocristià Nonnosus, que va morir aquí l'any 532.
En un vessant per sobre de la vall, al nord-est de Molzbichl es troba Schloss Rothenthurn, al segle XI anomenat Torre Vermella (Roter Turm), un feu dels comtes d'Ortenburg. El palau actual és un edifici del segle xvii i serveix d'hotel.

## Persones notables

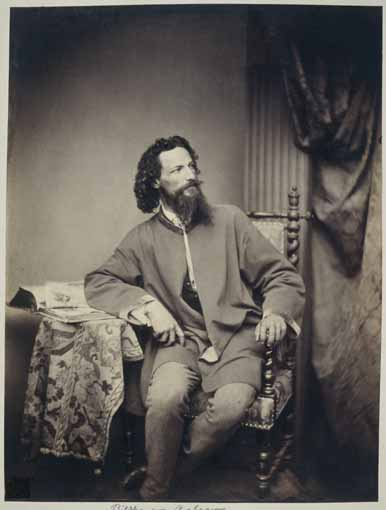
Hanns Gasser

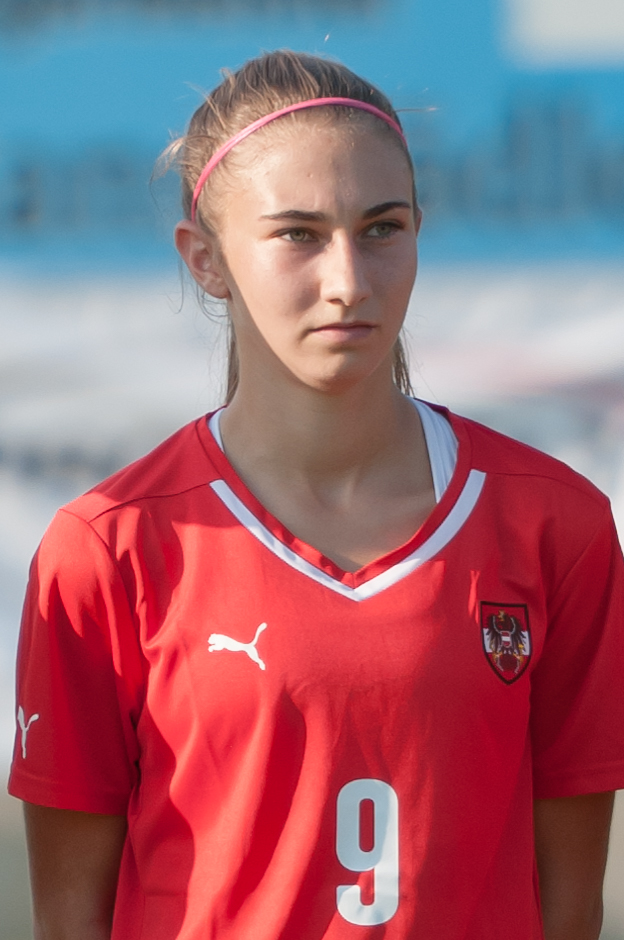
Katharina Naschenweng, 2015

- Virgil von Graben (s. XV — 1507) noble i cavaller, estadtholder de Lienz i del Tirol Oriental i regent (capità) i estadtholder de la província de Gorizia (Görz).

- Rosina von Graben von Rain zu Sommeregg, (s. XV a Sommeregg - 1534) dona noble de la casa de Graben von Stein, branca cadet de la dinastia Meinhardiner

- David Pacher (1816 a Obervellach – 1902) sacerdot i botànic

- Hans Gasser (1817 a Eisentratten – 1868) pintor i escultor

- Carl Gussenbauer (1842 a Obervellach – 1903) cirurgià.

- Gustav Weindorfer (1874 a Spittal - 1932) botànic aficionat australià, propietari i promotor del parc nacional de Cradle Mountains a Tasmània

- Max Beier (1903 a Spittal – 1979) aracnòleg, entomòleg i especialista en pseudoescorpins

- Walter Zellot (1920 a Spittal – 1942) As de combat de la Segona Guerra Mundial

- Herbert Haupt (nascut el 1947 a Seeboden) polític, president del partit Partit de la Llibertat austríaca, veterinari de formació,

### Esport
- Eberhard Steinböck (nascut el 1882 a Spittal - 1970) tirador esportiu als Jocs Olímpics d'estiu de 1912

- Hans Kary (nascut el 1949 a Spittal), antic tennista professional

- Joachim Wendt (nascut el 1962 a Spittal) esgrimista, va competir en cinc Jocs Olímpics d'estiu consecutius del 1984 al 2000

- Roland Kaspitz (nascut el 1981 a Spittal) davanter d'hoquei sobre gel que juga al HDD Olimpija Ljubljana

- Thomas Morgenstern (nascut el 1986 a Spittal) antic saltador d'esquí que va competir del 2002 al 2014 i va guanyar tres medalles d'or olímpiques

- Lukas Gugganig (nascut el 1995) futbolista que ha jugat més de 230 partits

- Katharina Naschenweng (nascuda el 1997 a Spittal) futbolista que juga al Bayern de Munic i ha jugat 38 partits amb dones austríaques

## Ciutats agermanades
Spittal an der Drau està agermanat amb:
- Löhne, Alemanya (1973)

- Pordenone, Itàlia (1987)

- Porcia, Itàlia (1987)